# 柳川鍋

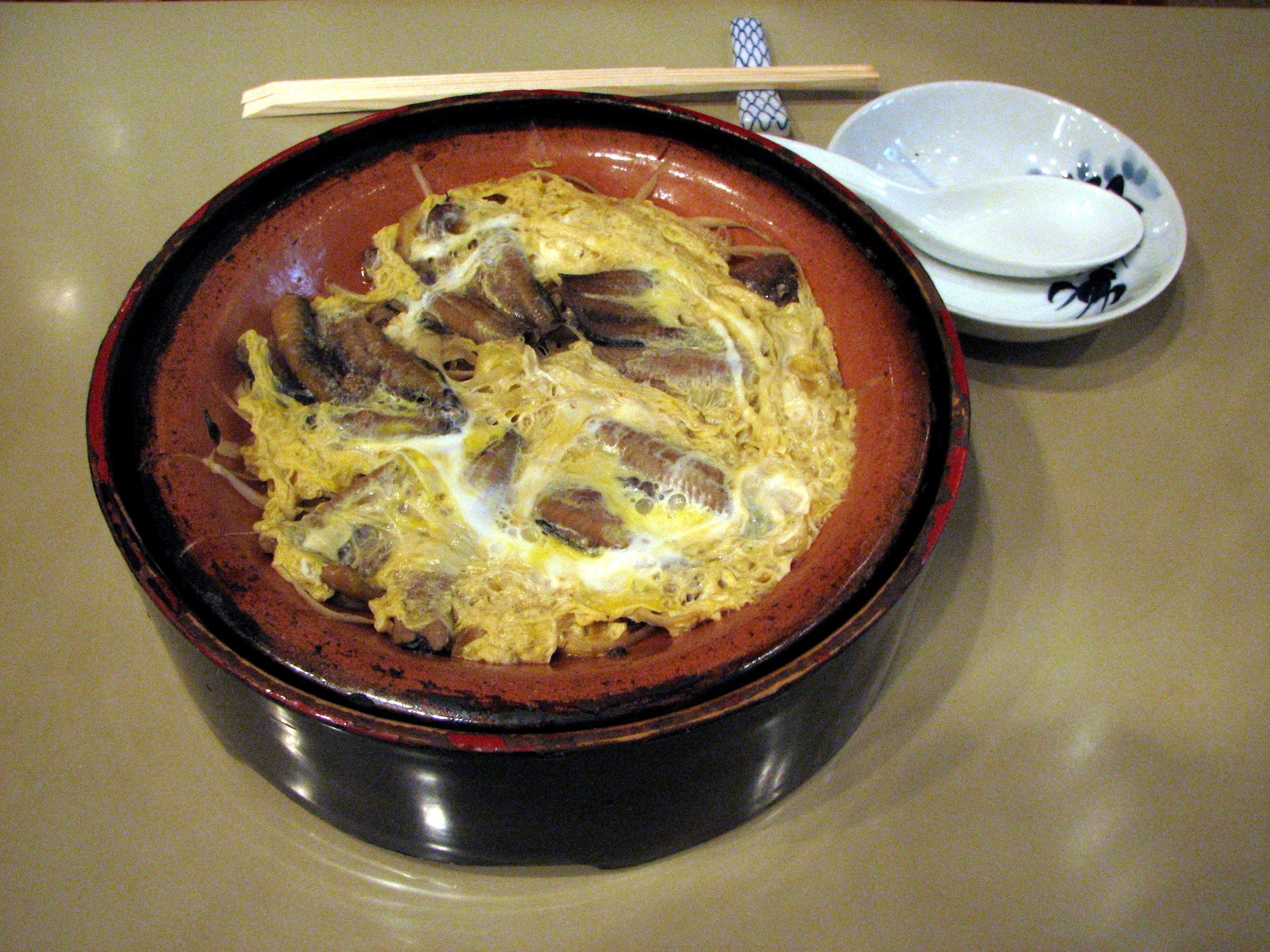
柳川鍋

柳川鍋（やながわなべ）は、ドジョウを使った江戸生まれの鍋料理。どぜう鍋と同じくドジョウの鍋料理であるが、開いたドジョウを予め割下で煮こみ卵とじにしている点で一般的などぜう鍋と区別されることが多い（#歴史を参照）。

## 概要
開いたドジョウと笹掻きにしたゴボウを味醂と醤油の割下で煮て鶏卵で綴じる。バリエーションとして、一緒にネギやミツバを用いる場合もある。肉類などを柳川と同じように、笹掻きゴボウと共に甘辛く煮て卵で閉じたものを「○○の柳川」あるいは「柳川風」と呼ぶことも多い。
江戸時代にはドジョウもゴボウも精の付く食材とされていたため、柳川鍋は暑中に食べるものとされていた。俳句の世界では「泥鰌」は夏の季語（「泥鰌掘る」は冬の季語）となっている。ドジョウはウナギに劣らない滋養があり、しかも安価である事から、江戸の庶民に好まれていた。
近年はドジョウの生息数が減少しており、柳川鍋自体も高価な食べ物となりつつある。

## 歴史
ドジョウの鍋料理は、まず、文化元年（1804年）に浅草駒形で越後屋がドジョウを開かずにそのまま使った鍋料理を創始したとされ（「どぜう鍋」のうち「丸鍋」「まる」と呼ばれる）。
江戸時代の文献『守貞謾稿』は、文政（1818~30年）の初め、江戸南伝馬町3丁目にあった万屋某という店が出したものを柳川鍋の嚆矢としているが、この文政年間の頃の料理は、単にドジョウを背開きにしてゴボウと一緒に調理した鍋である（「どぜう鍋」のうち「ぬき鍋」「抜き」「裂き」と呼ばれる）。
実際の定番の柳川鍋、すなわちささがき牛蒡や鶏卵を加えたアレンジは、『守貞謾稿』によれば江戸横山町新道の柳川という店の考案であった。
柳川鍋の創始については、そのほか異説が存在する。
- 柳川というのはこの料理に使う土鍋のことで、九州柳川の人が豊臣秀吉の時代に朝鮮で焼き方を学び伝えたという（駒形どぜう）の説。
- 日本橋箔屋町・柳川屋であるとする説[7]
- 浅草千束村の小料理屋であるとする説[7]
- 本所の鰻屋であるとする説[7]

「柳川鍋」の名前の由来についても諸説ある。
- 創始した店の屋号が「柳川」であったことに由来するとの説[7][8]
- 使われた鍋が福岡の柳川焼であったからとする説[8]
- 鍋にドジョウを並べた姿が柳の葉に似ているからという説[9]
- 柳川で作られたからという説[7]

## 柳川丼
柳川鍋をご飯に載せて丼物に仕立てた料理もあり、柳川丼という。舞子丼という呼び名もあり、これはドジョウの別名であるオドリコ（ドジョウの身をくねらせる様が踊り子のようなので）に由来するとの説があるほか、近江舞子産のドジョウを用いたためともいわれている。